# Chetia
Chetia ist eine Gattung aus der Familie der Buntbarsche (Cichlidae), die mit sechs Arten im südlichen Afrika von Angola (Caluango, Cutato und Kunene) über Sambia (Luongo) bis Mosambik (Komati, Lecitu (Stromgebiet des Búzi) und Limpopo) verbreitet ist. 

## Merkmale
Chetia-Arten werden 12 bis 20 cm lang. Männchen werden deutlich größer als die Weibchen und zeigen eine auffälligere Färbung. Der Körper ist von typischer Buntbarschgestalt und seitlich etwas abgeflacht. Er ist vor allem von Rundschuppen bedeckt, Kammschuppen gibt es nur wenige, bzw. sie sind nur unvollständig ausgebildet. Der Kopf ist groß und bullig. Die relativ zahlreichen Eiflecke auf der Afterflosse der Männchen sind weder hell noch dunkel umrandet. Von anderen haplochrominen Buntbarschen des südlichen Afrika unterscheidet sich die Gattung vor allem durch die Zahl der Wirbel, die bei Chetia bei 30 bis 32 liegt (35 bis 41 bei Sargochromis und 28 bis 34 bei Serranochromis). Die Zähne in den Kiefern sind ein- oder zweispitzig. Die Beschuppung auf den „Wangen“ ist stark.

## Lebensweise
Über die Lebensweise der Chetia-Arten ist so gut wie nichts bekannt. Die Chetia-Arten, bei denen das Brutgeschäft bekannt ist, sind ovophile Maulbrüter, bei denen das Weibchen die Maulbrutpflege übernimmt.

## Arten

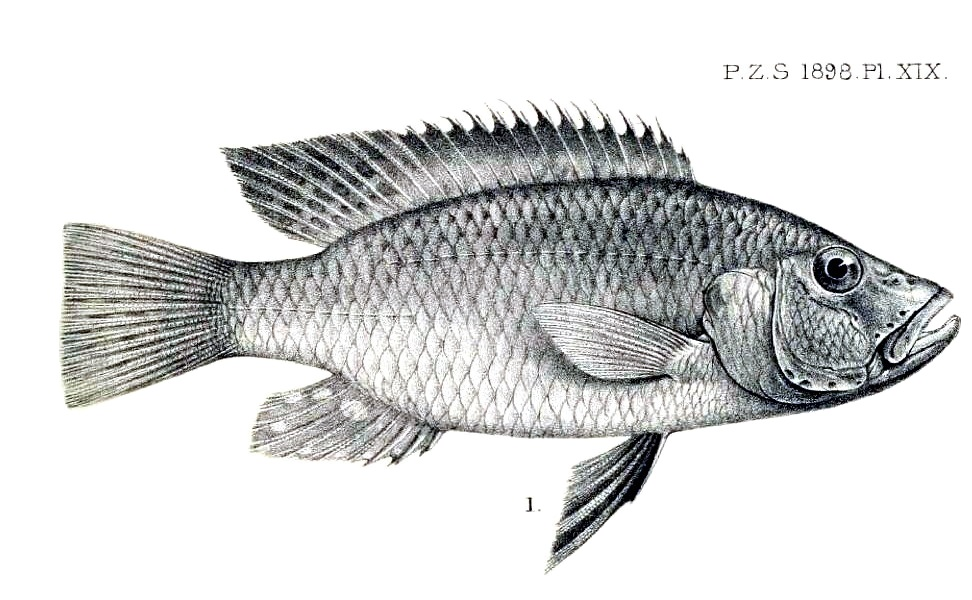
Chetia welwitschi

Heute gehören sechs Arten in die Gattung Chetia:
- Chetia brevicauda Bills & Olaf, 2002
- Chetia brevis Jubb, 1968
- Chetia flaviventris Trewavas, 1961  (Typusart)
- Chetia gracilis (Greenwood, 1984)
- Chetia mola Balon & Stewart, 1983
- Chetia welwitschi (Boulenger, 1898)